# Spotlight (film)
Spotlight je americké filmové drama z roku 2015, založené na skutečných událostech. Natočil jej režisér Tom McCarthy, s nímž na scénáři spolupracoval Josh Singer.

## Děj
Námětem filmu je práce investigativních novinářů amerických novin The Boston Globe, kteří se zabývali obviněními katolických kněží ze zneužívání dětí v okolí města Boston. Za tato odhalení z roku 2002 o tom, že katolická církev systematicky kryla případy zneužívání páchané více než 70 místními knězi, byli oceněni Pulitzerovou cenou. Film měl premiéru nejprve 6. listopadu 2015 jen v pěti amerických kinech, širší kinodistribuce dosáhl o dva týdny později, od 20. listopadu téhož roku. Dne 23. února 2016 vyšel na DVD. V původním znění s titulky jej do českých kin uvedla společnost Falcon od 7. dubna 2016.

## Postavy a obsazení
| Mark Ruffalo       | Mike Rezendes           |
| Michael Keaton     | Walter „Robby“ Robinson |
| Rachel McAdamsová  | Saša Pfeifferová        |
| Liev Schreiber     | Marty Baron             |
| John Slattery      | Ben Bradlee junior      |
| Brian d'Arcy James | Matt Carroll            |
| Stanley Tucci      | Mitchell Garabedian     |
| Elena Wohlová      | Barbara                 |

## Přijetí
V době premiéry v prvních pěti amerických kinech počátkem listopadu 2015 film utržil za víkend 295 tisíc dolarů, čímž v absolutním vyjádření skončil na 23. místě v návštěvnosti, zároveň však nejvíc v přepočtu na kino (59 tisíc). O dva týdny později při uvedení do 897 kin utržil už 4,4 milionu dolarů, celkově pak na domácím trhu 45 milionů a v zahraničí dalších 43,3 milionu dolarů.
V recenzním agregátoru Rotten Tomatoes film obdržel vynikající hodnocení, z 289 započtených recenzí jej 96 % hodnotilo kladně, s průměrným ratingem 8,8 bodů z deseti. Také z asi 64 tisíc uživatelů serveru jej 93 % hodnotilo kladně, s průměrným ratingem 4,3 bodů z pěti. Rovněž na serveru Metacritic snímek získal z 45 recenzí výsledné 93% ohodnocení. O něco slabší bylo laické přijetí na českých filmových databázových webech: 82 % od necelých 9 tisíc hlasujících v Česko-Slovenské filmové databázi a 79,7 % od 35 hodnotitelů ve Filmové databázi. Přes 188 tisíc uživatelů Internet Movie Database snímku udělilo průměrně 8,1 bodu z deseti.

## Ocenění
Film byl nominován na šest Oscarů, z nichž dva skutečně obdržel – za nejlepší film a za nejlepší původní scénář. Byl také nominován na tři Zlaté glóby. Mnoho filmových kritiků jej označilo za nejlepší film roku 2015.